# Zbigniew Aleksander Wilski
Zbigniew Aleksander Wilski (ur. 25 lutego 1900 w Rogowie, powiat brzeziński, zm. 11 stycznia 1991) – inżynier rolnik, zasłużony polski działacz łowiecki, członek honorowy Polskiego Związku Łowieckiego.

## Życiorys
Pochodził z rodziny właścicieli ziemskich, był synem Ignacego Przemysława Wilskiego (1865–1924) i Zofii z domu Sulikowskiej (1877–1952). Do ojca, za sprawą którego zainteresował się łowiectwem, należał majątek Rogów w powiecie brzezińskim. Kształcił się w Warszawie, w gimnazjach Chrzanowskiego i Reja, uzyskując maturę w 1917. Uczestniczył w działaniach na froncie u schyłku I wojny światowej oraz w czasie wojny z Rosją, był odznaczony Krzyżem Walecznych. Po zwolnieniu z wojska w 1921 (w stopniu kaprala) wznowił przerwane studia w Wyższej Szkole Rolniczej w Warszawie (późniejsza Szkoła Główna Gospodarstwa Wiejskiego), gdzie w 1925 uzyskał dyplom inżyniera rolnika. Studiował też na Wydziale Prawa Uniwersytetu Warszawskiego, był działaczem korporacji akademickich.
Po ukończeniu studiów zarządzał majątkiem rodzinnym. Po śmierci ojca administrował podziałem spadku, następnie nadal prowadził majątek (wspólnie z bratem), wprowadzając innowacje gospodarcze i współpracując z organizacjami rolniczymi i przemysłowymi. Po wybuchu II wojny światowej pełnił funkcję lokalnego komisarza ds. gospodarki mięsnej. Nie zdoławszy przyłączyć się do żadnego oddziału w czasie kampanii wrześniowej, powrócił do majątku i pozostał w nim do końca wojny. Współpracował z Delegaturą Rządu na Kraj oraz lokalną komendą Armii Krajowej, udzielał schronienia osobom wysiedlonym i ukrywającym się przed Niemcami.
W lutym 1945 majątek uległ wywłaszczeniu. Wilski przeniósł się najpierw do Łodzi, gdzie bezskutecznie próbował znaleźć zatrudnienie w Urzędzie Wojewódzkim, potem do Koszalina i Szczecina. Tam został dyrektorem Zjednoczenia Gorzelni Rolniczych. W 1946 został przeniesiony na stanowisko naczelnego dyrektora Zjednoczenia Gorzelni Rolniczych w Warszawie. Pracował później także w innych instytucjach w sektorze rolniczym oraz współpracował z Organizacją do spraw Wyżywienia i Rolnictwa FAO.
Od wczesnej młodości Zbigniewowi Wilskiemu towarzyszyła pasja łowiecka. W młodości polował chętnie w rodzinnym majątku, słynącym ze zwierzyny drobnej, a także w Nadniemeńskim Kole Łowieckim i w Karpatach. Od lat 30. do końca życia działał w Otwockim Kółku Myśliwskim im. świętego Huberta, był przez kilka lat jego prezesem oraz członkiem honorowym. W 1984 na 100-lecie Kółka ufundował medal, przyznany 5 najbardziej zasłużonym działaczom. Odnosił sukcesy w wojewódzkich zawodach strzeleckich. Należał również do władz centralnych Polskiego Związku Łowieckiego, był prezesem Komisji Rewizyjnej oraz członkiem Komisji Hodowlanej Naczelnej Rady Łowieckiej. Polował jeszcze po ukończeniu 90. roku życia, głównie na słonki.
15 grudnia 1990 XVI Krajowy Zjazd Delegatów Polskiego Związku Łowieckiego nadał mu tytuł członka honorowego. Zbigniew Wilski posiadał również m.in. wysokie łowieckie odznaczenie „Złom” (1974).
Był mężem Ireny Jagmin (1897–1977), z którą miał cztery córki: Zofię (ur. 1923), Jadwigę (ur. 1924), Teresę i Barbarę (ur. 1928) oraz syna Zbigniewa.

## Ordery i odznaczenia
- Krzyż Kawalerski Orderu Odrodzenia Polski (9 listopada 1932)[2]
- Krzyż Walecznych
- Złoty Krzyż Zasługi (1939)